# Thomas Hutton-Mills Senior
Thomas Hutton-Mills (geboren: Thomas Hutton Mills; * 13. Juni 1865 in Accra; † 4. März 1931 in Accra) war ein Anwalt und nationalistischer Führer in der Gold Coast. Er wurde oft als Thomas Hutton-Mills Senior bezeichnet, damit er sich von seinem Sohn Thomas Hutton-Mills Junior unterschied, der Rechtsanwalt und Diplomat war.

## Leben
Thomas Hutton Mills war der Sohn von Nil Emma Bannermann, der zweiten Tochter des Gouverneurs James Bannermann und John Edward Hutton Mills, einem Händler in James Town. Seine Schulzeit verbrachte er in der Wesleyan School in Accra und in Cape Coast, der Wesleyan High School in Freetown, Sierra Leone, Harrow School und in der University of Cambridge in England.
Sein Arbeitsleben begann als kaufmännischer Angestellter im Büro seines Onkels Edmund Bannermann, einem Rechtsanwalt und Inhaber einer Zeitung. Danach war er ein Regierungssekretär im Büro des Generalanwalts der Königin, bis er aufgrund der Teilnahme an Protesten vom September 1886 entlassen wurde. Im Jahr 1886 heiratete er Florence Nanka-Bruce, eine Schwester von Frederick Nanka-Bruce, nach ihrem frühen Tod heiratete er ihre Schwester Emma Nanka-Bruce.
Hutton-Mills reiste 1891 nach England, um Recht in der Middle Temple zu studieren, kehrte 1894 zurück nach Accra und übte den Beruf als Rechtsanwalt aus. 1897 trat er prominent in der Debatte über die Stadtverwaltung und Verordnung der Pflichtarbeit, der Compulsory Labour Ordinances, auf. 1898 war er der erste afrikanische Rechtsanwalt, der in das Parlament von Ghana, dem damaligen Legislative Council gewählt wurde, diente dem Rat von 1898 bis 1904 und erneut von 1909 bis 1919. Er war von 1905 bis 1911 Mitglied des Stadtrats von Accra. Als Hauptberater von Kojo Ababio setzte er sich für Menschenrechte im Alata-Viertel von Accra ein. 1920 wurde er zum ersten Präsident im National Congress of British West Africa (NCBWA) gewählt.
Seine Nachkommen leben noch heute in Accra, darunter der ghanaische Disc-Jockey William Nanka-Bruce.